# Wendling
Wendling è un comune austriaco di 829 abitanti nel distretto di Grieskirchen, in Alta Austria.